# XHSRO-FM
La Mejor FM, cuyo indicativo es XHSRO-FM, es una emisora de radio de música grupera y popular que emite desde Monterrey, Nuevo León en la frecuencia de 92.5 MHz de la banda de frecuencia modulada con 93.35 kW de potencia.

## Historia
XHSRO-FM es una emisora de radio que fue fundada en Monterrey, Nuevo León por el exmilitar y empresario de medios de comunicación Joaquín Vargas Gómez, quien impulsó a finales de la década de los 60 el desarrollo formal de la frecuencia modulada en la radio mexicana con la fundación de la mencionada emisora, ubicada en la frecuencia 92.5 MHz en la banda de frecuencia modulada, la cual desembocaría en la fundación de las emisoras XHRO-FM 95.5 MHz, en Guadalajara, Jalisco; XHSO-FM 99.9 MHz, en León, Guanajuato; XHZM-FM 92.5 MHz, en Puebla, Puebla; y XHSE-FM 100.1 MHz, en Acapulco, Guerrero; entre otras frecuencias todas ellas conocidas como Stereorey, conformando el grupo radiofónico Frecuencia Modulada Mexicana (actualmente MVS Radio).
Los antecedentes de XHSRO-FM provienen cuando Vargas Gómez, quien abrió una gasolinera muy cerca del Aeropuerto Internacional de la Ciudad de México, en una ocasión viajó en un automóvil en los Estados Unidos y al escuchar la banda de FM se sorprendió de la fidelidad y del audio estéreo de la misma, por lo que impulsó la primera cadena de estaciones de frecuencia modulada en sistema estereofónico. Aunque anteriormente otros empresarios, como Federico Obregón Cruces, en 1941 (XHFM-FM 94.1 MHz, que se transmitió de 1952 a 1957) y Guillermo Salas Peyró en 1957 (XEOY-FM 100.9 MHz); ya habían obtenido las primeras concesiones para operar estaciones en FM, no sería hasta la instauración de la cadena Stereorey por parte de Vargas Gómez, que la frecuencia modulada en México tuvo un real impulso.

### Stereorey
El primer formato de XHSRO-FM sería Stereorey, cuyo nombre está formado por los términos “stereo”, por ser una emisora en transmitirse en formato estereofónico, de ahí la relevancia de su nombre a nivel nacional e internacional; y “rey”, por ser fundada en Monterrey. Stereorey transmitió música contemporánea en inglés, primeramente desde la década de los 60, y posteriormente abarcando hasta la música que apareció en los 80. Su voz institucional durante 23 años fue el reconocido locutor estadounidense Ken Smith, mismo que apareció en todas las cortinillas e identificaciones de la cadena hasta su muerte en 1990; posteriormente el concepto se extendió a varias ciudades de la República Mexicana, siendo su estación base XHV-FM 102.5 MHz, fundada en la Ciudad de México a principios de los 70.

### Best FM
El 2 de septiembre de 2002, Stereorey finaliza sus transmisiones para dar paso al formato Best FM, que había iniciado transmisiones el 5 de agosto del mismo año en XHMVS-FM 102.5 MHz. Best FM fue un formato, también de música contemporánea en inglés, pero abarcando las décadas de los 80, 90 y la época actual.

### La Mejor FM 92.5
Para 2005, Best FM fue sustituida por La Mejor FM, formato de música grupera y popular que inició transmisiones en Tijuana, Baja California en 1993; y que MVS Radio empezó a expandir en la República Mexicana en varias de las estaciones que anteriormente fueron Stereorey y Best FM a partir del mismo 2005, inclusive también se transmitió en la Ciudad de México en el 102.5 de FM, sin lograr los resultados esperados.

## Formatos de la emisora
Estos son los nombres de algunos de los formatos con los que se ha conocido a la estación XHSRO-FM 92.5 MHz.
- Stereorey con el lema: "La máxima dimensión del radio." (1967-1999)
- Stereorey con el lema: "La estación que llega a todos los destinos." (1999-2000)
- Stereorey con el lema: "Tu espacio en la radio." (2000-2002)
- Best FM con el lema: "New classics." (2002-2003)
- Best FM con el lema: "Now better." (2003-2005)
- La Mejor FM con el lema: "¡Aquí nomás!" (2005-presente)